# Leptotrichum tenue
Leptotrichum tenue là một loài rêu trong họ Ditrichaceae. Loài này được Hedw. Müll. Hal. mô tả khoa học đầu tiên năm 1848.